# Anita Muižniece
Anita Muižniece (ur. 27 listopada 1987 w Rydze) – łotewska polityk i nauczycielka, posłanka na Sejm, w latach 2021–2022 minister oświaty i nauki.

## Życiorys
W 2010 ukończyła zarządzanie przedsiębiorstwem w prywatnej szkole biznesowej RISEBA w Rydze. W 2018 uzyskała licencjat z pedagogiki na Uniwersytecie Łotwy, a w 2019 magisterium w tej dziedzinie na tej samej uczelni. Pracowała w różnych przedsiębiorstwach, a następnie jako nauczycielka języka angielskiego w szkole średniej i podstawowej. Zasiadała w podkomisji do spraw dzieci w gminie Ķekava.
Dołączyła do Nowej Partii Konserwatywnej. W wyborach w 2018 z listy tego ugrupowania uzyskała mandat posłanki na Sejm XIII kadencji. W czerwcu 2021 objęła urząd ministra oświaty i nauki, wchodząc w skład rządu Artursa Krišjānisa Kariņša i zastępując na tym stanowisku Ilgę Šuplinską. Funkcję tę pełniła do grudnia 2022.
Po czasowym odejściu z polityki została dyrektorką artystycznej szkoły „Kultūras Patnis”. W 2024 przystąpiła do partii Dla Rozwoju Łotwy, dołączając do jej ekipy na wybory samorządowe w Rydze w 2025.